# Dark frame
Il dark frame (letteralmente fotogramma scuro) è un'immagine digitale contenente solo rumore ottenuta al fine di correggere un'altra immagine; spesso questo termine viene utilizzato anche per indicare il rumore stesso presente sull'immagine da correggere.
I comuni sensori CCD o CMOS presenti all'interno di fotocamere digitali, videocamere, telefoni cellulari, webcam o strumenti di imaging scientifico sono affetti dal problema del rumore.
Dal punto di vista estetico il rumore in un'immagine digitale è facilmente riconoscibile e simile alla neve che compare su un televisore non sintonizzato. Fortunatamente, se il sensore è di buona qualità, su immagini riprese nelle stesse condizioni di temperatura ed esposizione, il rumore si mantiene pressoché costante. È quindi possibile correggere l'immagine semplicemente sottraendo numericamente dall'immagine originale un'immagine il cui contenuto sia solo il rumore.
Ciò non significa che il rumore scompaia, in quanto esso è, per definizione, casuale. L'aumento fittizio di luminosità media dovuto al rumore può però essere eliminato, e possono essere inoltre corretti difetti sistematici del sensore, quali elementi che presentano sempre una lettura eccessivamente alta o bassa (pixel "caldi" o "freddi", rispettivamente).
Questo è il dark frame, un'immagine ottenuta a otturatore chiuso e nelle stesse condizioni di temperatura ed esposizione dell'immagine che si intende correggere.
La possibilità di disporre di un dark frame (o almeno di un Bias Frame) sta alla base di molte tecniche di pretrattamento immagini.